# Winkelcentrum Herenhof
Winkelcentrum Herenhof is een winkelgebied in Alphen aan den Rijn. Met 39 winkels is dit het tweede grootste winkelgebied van Alphen.
Het winkelcentrum Herenhof ligt aan de Eisenhowerlaan.